# Silver League FIAF 1996
La Silver League FIAF 1996 è stata la tredicesima edizione del secondo livello del campionato italiano di football americano (seconda con la denominazione Silver League); è stato organizzato dalla Federazione Italiana American Football.

## Regular season

### Classifica

#### Girone A
| Pos. | Squadra           | %V   | G | V | N | P | PF  | PS  |
| ---- | ----------------- | ---- | - | - | - | - | --- | --- |
| 1    | Renegades Firenze | .714 | 7 | 5 | 0 | 2 | 112 | 117 |
| 2    | Skorpions Varese  | .286 | 7 | 2 | 0 | 5 | 116 | 193 |
| 3    | Condor Grosseto   | .143 | 7 | 1 | 0 | 6 | 101 | 169 |

#### Girone B
| Pos. | Squadra            | %V    | G | V | N | P | PF  | PS  |
| ---- | ------------------ | ----- | - | - | - | - | --- | --- |
| 1    | Aquile Ferrara     | 1.000 | 9 | 9 | 0 | 0 | 217 | 62  |
| 2    | Nightmare Piacenza | .750  | 8 | 6 | 0 | 2 | 194 | 70  |
| 3    | Redskins Verona    | .375  | 8 | 3 | 0 | 5 | 132 | 149 |
| 4    | Stars Trieste      | .125  | 8 | 1 | 0 | 7 | 35  | 147 |

#### Girone C
| Pos. | Squadra            | %V   | G | V | N | P | PF  | PS  |
| ---- | ------------------ | ---- | - | - | - | - | --- | --- |
| 1    | Elephants Catania  | .875 | 6 | 6 | 0 | 0 | 241 | 28  |
| 2    | Achei Crotone      | .250 | 6 | 3 | 0 | 3 | 106 | 109 |
| 3    | Crusaders Cagliari | .438 | 6 | 3 | 0 | 3 | 78  | 116 |
| 4    | Red Eagles CZ      | .063 | 6 | 0 | 0 | 6 | 0   | 172 |

## Playoff
|  | Wild Card | Wild Card          | Wild Card         |                    |                    | Semifinali         | Semifinali     | Semifinali |  |  | VIII SilverBowl | VIII SilverBowl | VIII SilverBowl |  |
|  |           |                    |                   |                    |                    |                    |                |            |  |  |                 |                 |                 |  |
|  |           |                    |                   |                    |                    | 1B                 | Aquile Ferrara | 12         |  |  |                 |                 |                 |  |
|  |           |                    |                   |                    |                    | 1B                 | Aquile Ferrara | 12         |  |  |                 |                 |                 |  |
|  |           |                    |                   | Nightmare Piacenza | 25                 |                    |                |            |  |  |                 |                 |                 |  |
|  | 2B        | Nightmare Piacenza | 26                | Nightmare Piacenza | 25                 |                    |                |            |  |  |                 |                 |                 |  |
|  | 2B        | Nightmare Piacenza | 26                |                    |                    |                    |                |            |  |  |                 |                 |                 |  |
|  | 2A        | Skorpions Varese   | 14                |                    |                    |                    |                |            |  |  |                 |                 |                 |  |
|  | 2A        | Skorpions Varese   | 14                |                    | Nightmare Piacenza | Nightmare Piacenza | 35             |            |  |  |                 |                 |                 |  |
|  |           |                    |                   |                    |                    |                    |                |            |  |  |                 |                 |                 |  |
|  |           |                    | Elephants Catania | Elephants Catania  | 20                 |                    |                |            |  |  |                 |                 |                 |  |
|  |           |                    |                   | Elephants Catania  | 20                 |                    |                |            |  |  |                 |                 |                 |  |
|  |           |                    |                   |                    |                    |                    |                |            |  |  |                 |                 |                 |  |
|  |           |                    |                   |                    |                    |                    |                |            |  |  |                 |                 |                 |  |
|  |           | 1C                 | Elephants Catania | 14                 |                    |                    |                |            |  |  |                 |                 |                 |  |
|  |           |                    |                   | 14                 |                    |                    |                |            |  |  |                 |                 |                 |  |
|  |           |                    |                   | Renegades Firenze  | 6                  |                    |                |            |  |  |                 |                 |                 |  |
|  | 1A        | Renegades Firenze  | 8                 | Renegades Firenze  | 6                  |                    |                |            |  |  |                 |                 |                 |  |
|  | 1A        | Renegades Firenze  | 8                 |                    |                    |                    |                |            |  |  |                 |                 |                 |  |
|  | 2C        | Achei Crotone      | 0 dgs             |                    |                    |                    |                |            |  |  |                 |                 |                 |  |

### VIII SilverBowl
L'VIII SilverBowl si è disputato domenica 23 giugno 1996 allo Stadio dei Marmi di Roma. L'incontro è stato vinto dai Nightmare Piacenza sugli Elephants Catania con il risultato di 35 a 20.

## Verdetti
- Nightmare Piacenza vincitori del SilverBowl VIII, e promossi in Golden League.